# Championnat de Hong Kong de football 1975-1976
Navigation
Saison précédente Saison suivante
La saison 1975-1976 du Championnat de Hong Kong de football est la trente-et-unième édition de la première division à Hong Kong, la First Division League. Elle regroupe, sous forme d'une poule unique, les douze meilleures équipes du pays qui se rencontrent deux fois, à domicile et à l'extérieur. En fin de saison, les deux derniers du classement sont relégués et remplacés par les deux meilleurs clubs de Second Division League, la deuxième division hongkongaise.
C'est le club de South China AA qui remporte le championnat cette saison après avoir terminé en tête du classement final, avec un seul point d'avance sur un trio composé du tenant du titre, Seiko SA, des Hong Kong Rangers et d'Urban Services FC. C'est le dix-septième titre de champion de Hong Kong de l'histoire du club, qui manque le doublé en s'inclinant face à Seiko SA en finale de la Coupe de Hong Kong.

## Clubs participants
- Seiko SA
- Hong Kong FC - Promu de D2
- Urban Services FC
- South China AA
- Eastern AA
- Happy Valley AA
- Tung Sing FC
- Kwong Wah AA
- Yuen Long SA
- Hong Kong Rangers
- Hong Kong Police FC - Promu de D2
- Caroline Hill FC

## Compétition
Le barème de points servant à établir les classements se décompose ainsi :
- Victoire : 2 points
- Match nul : 1 point
- Défaite : 0 point

### Classement
| Rang | Équipe               | Pts | J  | G  | N | P  | Bp | Bc | Diff |
| ---- | -------------------- | --- | -- | -- | - | -- | -- | -- | ---- |
| 1    | South China AA       | 31  | 22 | 13 | 5 | 4  | 45 | 19 | +26  |
| 2    | Seiko SA'T'C         | 30  | 22 | 13 | 4 | 5  | 46 | 22 | +24  |
| 3    | Hong Kong Rangers    | 30  | 22 | 12 | 6 | 4  | 45 | 28 | +17  |
| 4    | Urban Services FC    | 30  | 22 | 11 | 8 | 3  | 33 | 20 | +13  |
| 5    | Happy Valley AA      | 25  | 22 | 9  | 7 | 6  | 49 | 30 | +19  |
| 6    | Tung Sing FC         | 24  | 22 | 8  | 8 | 6  | 29 | 29 | 0    |
| 7    | Kwong Wah AA         | 23  | 22 | 9  | 5 | 8  | 32 | 24 | +8   |
| 8    | Caroline Hill FC     | 20  | 22 | 7  | 6 | 9  | 26 | 32 | -6   |
| 9    | Yuen Long SA         | 19  | 22 | 7  | 5 | 10 | 27 | 35 | -8   |
| 10   | Eastern AA           | 13  | 22 | 5  | 3 | 14 | 21 | 49 | -28  |
| 11   | Hong Kong Police FCP | 13  | 22 | 3  | 7 | 12 | 18 | 47 | -29  |
| 12   | Hong Kong FCP        | 6   | 22 | 1  | 4 | 17 | 21 | 57 | -36  |

|  | Champion de Hong Kong 1976                                                 |
|  | Relégation directe en deuxième division                                    |
|  | T : Tenant du titre C : Vainqueur de la Coupe de Hong Kong P : Promu de D2 |

## Bilan de la saison
| Championnat de Hong Kong de football 1975-1976 |                            |
| Champion                                       | South China AA (17e titre) |
| Coupes et trophées                             |                            |
| Vainqueur de la Coupe de Hong Kong 1975-1976   | Seiko SA                   |
| Promotions et relégations                      |                            |
| Promus en First Division League                | Kowloon Motor Bus FC       |
| Promus en First Division League                | Sea Bee FC                 |
| Relégués en Second Division League             | Hong Kong Police FC        |
| Relégués en Second Division League             | Hong Kong FC               |